# Heath Slater & Rhyno
Heath Slater & Rhyno è un tag team di wrestling attiva ad Impact Wrestling dal 2020, formata da Heath e Rhyno. Tra il 2017 e il 2019, i due combattevano in WWE, dove sono stati i campioni inaugurali dello SmackDown Tag Team Championship.

## Storia

### WWE (2016–2019)
Il duo si è formato dopo che Heath Slater non è stato scelto per nessun roster durante il Draft del 2016. Decide così, nella puntata seguente di SmackDown, di prendere parte al torneo organizzato per decretare i nuovi WWE SmackDown Tag Team Champions, ma Daniel Bryan e Shane McMahon gli fanno notare che non fa ancora parte del roster e non ha un compagno. Dopo aver cercato invano di convincere prima l'Intercontinental Champion The Miz e poi Arn Anderson, Slater viene avvicinato da Rhyno, che gli propone di diventare suo alleato: Slater accetta e i due formano così una coppia, effettuando un turn-face.
Nella puntata di SmackDown del 27 agosto Heath Slater e Rhyno hanno affrontato e sconfitto nei quarti di finale gli Headbangers (Mosh e Thrasher). Nella puntata di SmackDown del 6 settembre Rhyno e Slater hanno sconfitto gli Hype Bros (Mojo Rawley e Zack Ryder) in semifinale, qualificandosi dunque per la finale del torneo a Backlash. Nella finale del torneo Slater e Rhyno hanno affrontato gli Usos (Jey Uso e Jimmy Uso), riuscendo a sconfiggerli e conquistando il WWE SmackDown Tag Team Championship per la prima volta. A seguito di questa vittoria, inoltre, Slater è entrato ufficialmente a far parte del roster di SmackDown. Nella puntata di SmackDown del 13 settembre Slater e Rhyno hanno difeso con successo i titoli contro gli Ascension (Konnor e Viktor). Nella puntata di Main Event del 22 settembre Slater e Rhyno hanno sconfitto i Breezango (Fandango e Tyler Breeze) in un match non titolato. Nella puntata di SmackDown del 27 settembre gli Heath Slater, Rhyno e gli American Alpha sono stati sconfitti dagli Usos e dagli Ascension. Nella puntata di Main Event del 5 ottobre Slater e Rhyno hanno sconfitto nuovamente gli Ascension in un match non titolato. Il 9 ottobre a No Mercy Slater e Rhyno hanno difeso con successo i titoli contro gli Usos. Nella puntata di SmackDown del 18 settembre Rhyno, Slater e l'Intercontinental Champion Dolph Ziggler sono stati sconfitti dalla Spirit Squad (Kenny e Mikey) e The Miz. Nella puntata di SmackDown del 25 ottobre Slater e Rhyno hanno difeso con successo i titoli contro la Spirit Squad. Nella puntata di Main Event del 4 novembre Slater e Rhyno hanno sconfitto i Breezango in un match non titolato. Il 20 novembre a Survivor Series Slater e Rhyno hanno preso parte al 10-on-10 Traditional Survivor Series Tag Team Elimination match come parte del Team SmackDown contro il Team Raw, ma sono stati eliminati da Enzo Amore e Big Cass, mentre il Team Raw ha vinto l'incontro. Il 4 dicembre a TLC: Tables, Ladders & Chairs Slater e Rhyno hanno perso i titoli contro Bray Wyatt e Randy Orton della Wyatt Family dopo 84 giorni di regno. Nella puntata di SmackDown del 6 dicembre Slater e Rhyno sono stati sconfitti da Wyatt e Orton nel rematch titolato di TLC. Nella puntata di SmackDown del 13 dicembre Slater e Rhyno hanno partecipato ad una Battle royal che comprendeva anche gli American Alpha (Chad Gable e Jason Jordan), i Vaudevillains (Aiden English e Simon Gotch), gli Ascension, i Breezango e gli Hype Bros ma sono stati eliminati, mentre gli Hype Bros si sono aggiudicati la contesa, diventando i contendenti nº1 al WWE SmackDown Tag Team Championship. Slater ha inavvertitamente e involontariamente eliminato Rhyno, mentre lo stesso Slater è stato eliminato da Konnor degli Ascension. Nella puntata di SmackDown del 27 dicembre Slater e Rhyno hanno affrontato la Wyatt Family (rappresentata da Luke Harper e Randy Orton), gli Usos e gli American Alpha in un Four Corners Elimination match per il WWE SmackDown Tag Team Championship ma sono stati eliminati dagli Usos, mentre gli American Alpha si sono aggiudicati la contesa e il titolo. Nella puntata di SmackDown del 24 gennaio 2017 Slater ha partecipato ad una Battle Royal per guadagnare un posto nel Royal Rumble match del 2017 ma è stato eliminato da Konnor. Nella puntata di SmackDown del 7 febbraio gli American Alpha, i Breezango e Heath Slater e Rhyno sono stati sconfitti dagli Ascension, gli Usos e i Vaudevillains. Il 12 febbraio, ad Elimination Chamber, Heath Slater e Rhyno hanno partecipato ad un Tag Team Turmoil match per il WWE SmackDown Tag Team Championship ma, dopo aver eliminato i Breezango e i Vaudevillains, sono stati eliminati dagli Usos. Nella puntata di SmackDown del 28 marzo Heath Slater, Rhyno, Mojo Rawley e gli American Alpha hanno sconfitto Dolph Ziggler, i Breezango e gli Usos. Il 2 aprile, nel Kick-off di WrestleMania 33, Slater e Rhyno hanno partecipato all'annuale André the Giant Memorial Battle Royal ma sono stati eliminati rispettivamente da Braun Strowman e Dolph Ziggler.
Con lo Shake-up del 10 aprile Slater e Rhyno sono stati trasferiti nel roster di Raw. Nella puntata di Raw dell'8 maggio Slater e Rhyno hanno partecipato ad un Tag Team Turmoil match per determinare i contendenti n°1 al WWE Raw Tag Team Championship degli Hardy Boyz (Jeff Hardy e Matt Hardy) ma sono stati eliminati da Cesaro e Sheamus. Nella puntata di Main Event del 26 maggio Slater e Rhyno hanno sconfitto Curt Hawkins e Curtis Axel. Nella puntata di Main Event del 2 giugno Slater e Rhyno hanno sconfitto Bo Dallas e Curt Hawkins. Nella puntata di Raw del 5 giugno Slater e Rhyno sono stati sconfitti dai WWE Raw Tag Team Champions Cesaro e Sheamus. Nella puntata di Raw del 12 giugno Slater e Rhyno hanno sconfitto l'Intercontinental Champion The Miz e The Bear grazie all'intervento di Dean Ambrose (che era nascosto sotto il costume da orso). Nella puntata di Raw del 26 giugno Slater, Rhyno e Dean Ambrose sono stati sconfitti da The Miz, Bo Dallas e Curtis Axel. Nella puntata di Main Event del 21 luglio Slater e Rhyno sono stati sconfitti da Luke Gallows e Karl Anderson. Nella puntata di Raw del 4 settembre Slater e Rhyno sono stati sconfitti da Cesaro e Sheamus. Nella puntata di Raw del 30 ottobre Slater e Rhyno hanno sconfitto Luke Gallows e Karl Anderson in un All Hallows' Eve Trick or Street Fight. Nella puntata di Main Event del 10 novembre Slater e Rhyno sono stati sconfitti da Luke Gallows e Karl Anderson. Nella puntata di Main Event del 6 dicembre Slater e Rhyno sono stati sconfitti da Luke Gallows e Karl Anderson. Nella puntata di Raw del 18 dicembre Slater e Rhyno sono stati sconfitti dai Revival (Dash Wilder e Scott Dawson). Nella puntata di Raw del 1º gennaio 2018 Slater e Rhyno sono stati pesantemente sconfitti da Braun Strowman in un 2-on-1 Handicap match. Nella puntata speciale di Raw 25th Anniversary del 22 gennaio il match tra Heath Slater e Rhyno contro Apollo Crews e Titus O'Neil è terminato in no contest. Nella puntata di Raw del 29 gennaio Slater e Rhyno sono stati sconfitti dai Revival. Nella puntata di Main Event del 21 febbraio Slater e Rhyno sono stati sconfitti dai Revival. Nella puntata di Raw del 12 marzo Slater e Rhyno hanno partecipato ad una Battle Royal per determinare i contendenti n°1 al WWE Raw Tag Team Championship di Cesaro e Sheamus ma sono stati eliminati da Braun Strowman. L'8 aprile, nel Kick-off di WrestleMania 34, Slater e Rhyno hanno partecipato all'annuale André the Giant Memorial Battle Royal ma sono stati eliminati. Nella puntata di Raw del 9 aprile Slater e Rhyno sono stati sconfitti dai debuttanti Authors of Pain (Akam e Rezar). Nella puntata di Raw del 16 aprile Slater e Rhyno sono stati sconfitti nuovamente dagli Authors of Pain. Nella puntata di Raw del 7 maggio Slater e Rhyno sono stati sconfitti da Dolph Ziggler e Drew McIntyre. Nella puntata di Raw del 4 giugno Slater e Rhyno hanno partecipato ad una Tag Team Battle Royal per determinare i contendenti n°1 al WWE Raw Tag Team Championship di Bray Wyatt e Matt Hardy ma sono stati eliminati per ultimi dal B-Team (Bo Dallas e Curtis Axel), i quali si sono aggiudicati la contesa. Nella puntata di Raw dell'11 giugno Slater e Rhyno sono stati sconfitti dal B-Team. Nella puntata di Raw del 18 giugno Slater e Rhyno sono stati sconfitti dai WWE Raw Tag Team Champions Bray Wyatt e Matt Hardy.
Nella puntata di Raw del 3 dicembre Slater è stato costretto ad affrontare Rhyno in un match dove il perdente sarebbe stato licenziato; con la vittoria di Slater, Rhyno è stato licenziato (kayfabe), sancendo la fine del team. Rhyno è tornato nella puntata di Raw del 24 dicembre dove travestito da Babbo Natale ha attaccato Jinder Mahal. Nella puntata di Raw del 1 gennaio Heath Slater e Rhyno sono stati sconfitti da Jinder Mahal e The Singh Brothers (Samir Singh e Sunil Singh).

## Nel wrestling

### Mosse finali dei singoli wrestler
- Heath Slater
  - Smash It (Impaler DDT)
- Rhyno
  - Gore (Striking spear)

### Soprannomi
- The Beauty & The Man Beast

### Musiche d'ingresso
- More Than One Man di Jim Johnston

## Titoli e riconoscimenti
- WWE
  - WWE SmackDown Tag Team Championship (1)